# Parque natural de Ponga
El parque natural de Ponga es un espacio natural protegido español, ubicado en el área central de la cordillera Cantábrica, con una superficie protegida de 20 533 ha, extendiéndose prácticamente sobre todo el concejo asturiano de Ponga. Prevista su inclusión en un primer momento dentro del parque de Redes al final no se incluyó cuando éste, dejándose para más tarde y con su propia identidad su denominación de parque natural. Fue Declarado mediante la ley 4/2003.

## Legislación
Además de parque natural, en el área hay aprobadas otras figuras de protección:
- Parque natural;
- Reserva de la Biosfera;
- Lugar de Importancia Comunitaria de Ponga-Amieva;
- Zona Especial de Conservación Ponga-Amieva (ES1200009);
- Zona de Especial Protección para las Aves Redes (ES1200009);
- Reserva natural parcial de Peloño.

## Flora

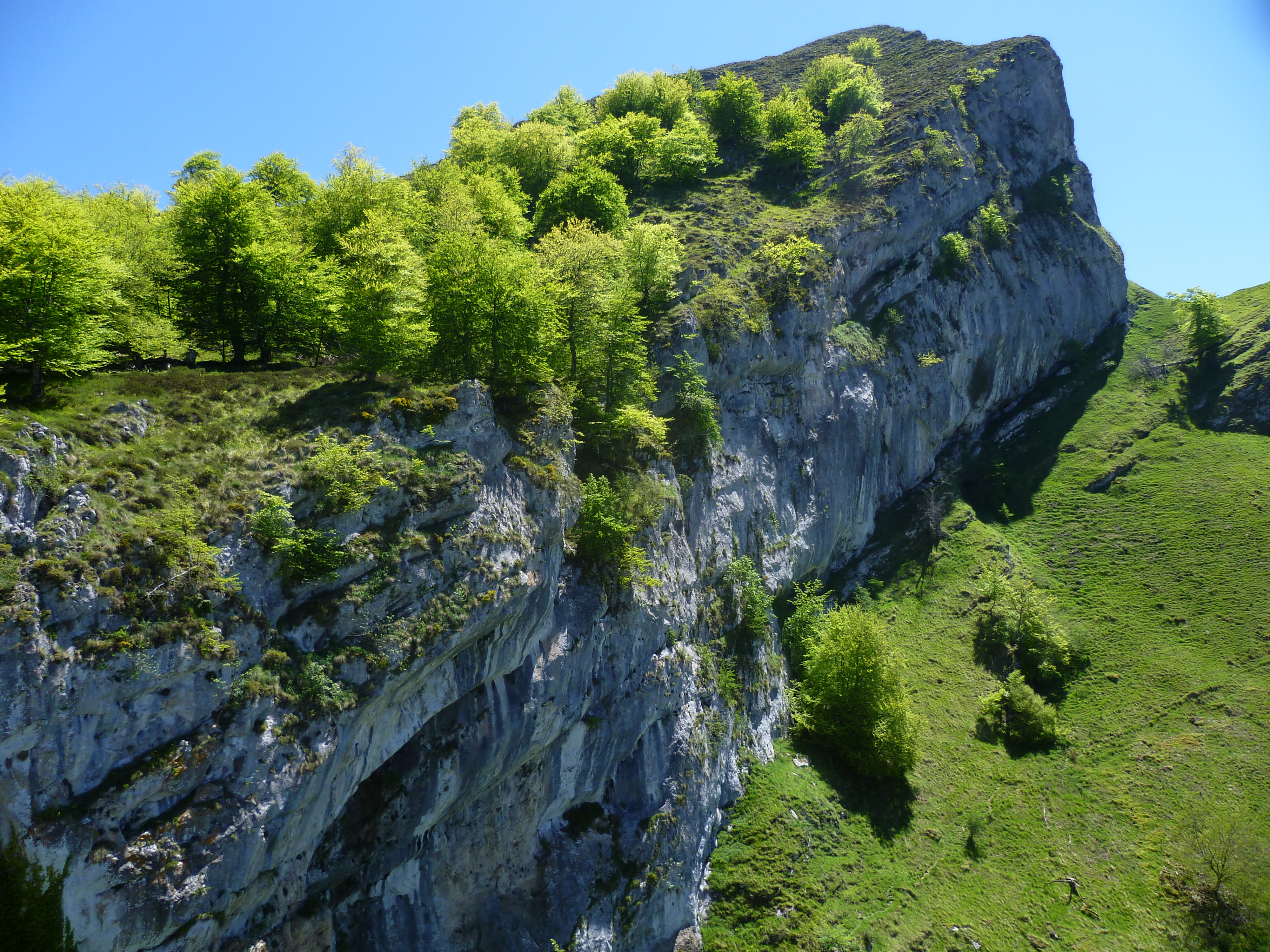
Vegetación en primavera

La vegetación es variada predominando, en las zonas medias y altas, los bosques, siendo representativos los hayedos —destacando el gran bosque de la reserva natural parcial de Peloño, de unos 15 km², de gran importancia ecológica—y robledales, aunque hay abedulares, fresnedas con arce, alisedas y tejedas, con bastantes ejemplares de tilos, acebos y espinos. En los pueblos de Taranes, Beleños y Abiegos hay extensas plantaciones de castaños. Hay abundancia de narcisos asturianos y de genciana, una planta medicinal.
Las escasas tierras de los valles se destinan a tierras de cultivo y prados de siega, muchos hoy abandonados y transformándose aceleradamente en zonas de matorral.

## Fauna
La fauna de la zona presenta la mayoría de las especies pertenecientes a la montaña asturiana. De todas las especies destacan las siguientes:
- Mamíferos: se puede ver de forma esporádica el rey de los bosques asturianos, el oso pardo, y se encuentran también en el parque venados, ciervos, corzos, rebecos cantábricos y jabalís. En los ríos es destacable la nutria y el desmán, dos especies que sirven de sensor ecológico de los ríos del parque, debido a que son dos especies que necesitan una gran pureza de entorno para vivir.

De de los mamíferos de menor tamaño destacan la liebre de piornal y la liebre europea cuyo hábitat principal lo constituyen las praderías.
- Aves: hay gran riqueza de aves, dato que queda corroborado por la inclusión de zonas del parque dentro de espacios protegidos para aves, gracias a las escarpadas montañas que hacen de refugio natural, de atalaya desde donde otear y de zona de cría para las grandes rapaces cantábricas. De estas aves destacan el águila real, buitre leonado, alimoche común y el azor. En los extensos bosques se encuentran aves forestales como el urogallo cantábrico, el pico mediano y el pito negro.  En las zonas de alta montaña se encuentra también la perdiz pardilla o el gorrión alpino.[1]

## Rutas
Gran facilidad:
- Sobrefoz, Abiegos, y regreso;[2]
- Sobrefoz, túnel de Soberu, mirador del Tombu, San Juan de Beleño y regreso.[3]
- Sobrefoz, Calviado, Solafoz;[4]
- al puerto de Ventaniella: desde Sobrefoz parte la subida al puerto de Ventaniella, que discurre al lado del río Ponga durante toda la ruta, pasando por La Venta y las casas de La Faeda hasta llegar al albergue y la ermita. También los menos andarines, pueden subir en coche hasta dos kilómetros antes de llegar y hacer el último paseo a pie;[5]
- otro punto imprescindible es la plaza del Ayuntamiento de Ponga, que está en San Juan de Beleño, desde la cual se pueden admirar las moles que rodean la zona. En esta plaza hay unos indicadores identificando cada pico y su orientación. El Tiatordos es impresionante. El pueblo de San Juan de Beleño también merece un paseo;
- área recreativa de Las Mestas, al inicio de la carretera a Taranes. Soto de alisos, fresnos, hayas, etc rodeado de montes calizos con otras especies autóctonas en la margen izquierda del río Ponga y junto al balneario de Mestas.

Fáciles:
- bosque de Peloño: ruta de gran belleza que va de Les Bedules al bosque de Peloño, en uno de los hayedos más bonitos de Asturias;
- subida a Taranes pasando por Tanda, con buenas vistas desde el mirador de la iglesia de Taranes;
- senda del cartero.

Mayor exigencia:
- Sobrefoz-Yano, la cuesta Yano-Tiatordos;[6]
- Sobrefoz-El Campial-Enol-Collada Caldes;[7]
- Sobrefoz-El Campial-Fana;[8]
- Ventaniella- La Castellana, collada les Arriondes- Arcenorio, o peña Ten;[9]
- Ventaniella- Xerru Baju-Miedome-Viañu-Collaes de Obrangu;[10]
- al Valle Moro: completamente aislado y actualmente abandonado, Valle Moro es una aldea perdida en los confines del concejo o municipio de Ponga. Rodeado de peñas y bosques, este camino es un viaje al recuerdo de la Asturias antigua. Desde el pueblo de Taranes, una empinada pista lleva a la collada de Taranes, visible desde el pueblo, donde se encuentra una fuente y se contemplanlos Picos de Europa y el pico Pierzu. A partir de aquí, la pista ladea llaneando la peña Taranes, cumbre central de la peña La Llambría; se asciende ahora a las cabañas y fuente de Llué, con amplia panorámica de los bosques y cumbres de Ponga y Piloña. La pista parte en constante bajada hacia unas cabañas, donde hay un cruce, se toma el de la izquierda que lleva al río Valle Moro, que se vadea por un viejo puente para comenzar una corta subida que lleva al pueblo de Valle Moro. Se regresa por el mismo itinerario;
- excursión montañera al picu Pierzu: se inicia en la pista que sale desde la collada de la Llomera (entre San Juan y Viego) a la izquierda, hasta la majada de Excueño. La senda se empina y se llega a la majada de Cerboes en lo alto de la loma. Desde aquí la ascensión transcurre por la arista que sin dificultad, aunque a veces se estrecha, lleva a la cima.
- al pico Recuencu (1648 m);
- a peña Ten y Pileñes.

## Otros puntos de interés
En la zona de los Beyos dentro del parque se elabora un queso artesanal de leche de vaca, oveja o cabra, denominado queso de Los Beyos.

## Edificaciones de especial interés
Dentro de todo el parque y gracias a la existencia de pobladores desde la antigüedad las albores del campo están muy mimetizadas con el entorno, esto hace que la zona esté plagada de pequeñas cabañas así como casas de labranza con innumerables hórreos.

## Centro de interpretación
El centro de interpretación de Ponga está actualmente concluido y abierto al público desde septiembre de 2010. Se encuentra ubicado en la capital del concejo, San Juan de Beleño, dispone de una exposición permanente centrada en los valores del bosque como ecosistema. El centro consta de tres plantas y su elemento más característico son unos grandes ventanales desde los que se puede observar el pico Tiatordos. El visitante puede, también, recabar información y documentación sobre las rutas senderistas practicables y la normativa del Parque. En el centro están ubicadas las oficinas administrativas, salas de exposiciones, información turística y salas audiovisuales. 
El centro es ecológicamente sostenible por medio de generación solar.